# Alcobilla del Rey

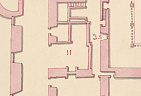
La alcobilla del rey (11) en una copia del Plano de Gómez de Mora. A la izquierda se encuentra la galería dorada.

La alcobilla del rey (también alcoba del rey o alcobilla de la galería pintada) fue un cuarto del desaparecido Real Alcázar de Madrid.

## Historia
La aparición de este cuarto se produjo como consecuencia de las reformas realizadas en la zona sur de la crujía oeste del alcázar, a la altura del piso principal.
Hasta entonces, el espacio había servido como una escalera, según se muestra en el plano del Alcázar de Luis de Vega que plasma las reformas ordenadas por Carlos I.
Fruto de las mencionadas reformas de Felipe II se formó la alcobilla, como la importante galería dorada por la que se accedía a esta. En este momento surgió la Torre Dorada, que vendría a completar una serie de nuevas habitaciones en el ángulo sudoeste del primer piso del Alcázar de Madrid, en el marco del cuarto del rey.
La alcobilla desapareció en el marco de las reformas ordenadas por Felipe V en la crujía oeste del regio alcázar. 

## Descripción
De acuerdo con el Plano de Gómez de Mora (1626), el cuarto presentaba en planta una forma de L. Se entraba desde la galería dorada en el oeste de la habitación, contaba con una primera parte rectangular con chimenea y al final de esta, hacia el norte una alcoba propiamente dicha.
La alcobilla sirvió de dormitorio íntimo del rey (que contaba con uno de carácter más representativo en la que después sería conocida como pieza oscura, también era un lugar en el que por Felipe IV cenaba de forma privada.Además, podía servir como dormitorio de otros infantes.
No debe confundirse con la Alcoba del Rey, nombre dado a la Pieza de las Furias.
En el Plano de Gómez de Mora se representa bajo el número 11.